# بی‌انتها
بی‌انتها فیلمی به کارگردانی و نویسندگی امیرحسین جهددوست ساختهٔ سال ۱۳۸۹ است.

## بازیگران
- همایون ارشادی
- نیما شاهرخ شاهی
- آزاده ریاضی
- آیلین حسینیان